# Théorie de la valeur (marxisme)
Pour les articles homonymes, voir Théorie de la valeur.
La théorie de la valeur est un concept marxiste d'analyse et de critique de l'économie. Karl Marx reprend partiellement l'idée de la valeur-travail développée par David Ricardo, mais la complète par une critique radicale (en utilisant la notion de travail abstrait) : la valeur d'un bien dépend de la quantité de travail direct et indirect nécessaire à sa fabrication. Marx utilisera le terme de « quantité de travail socialement nécessaire », la quantité de travail moyenne, changeante au fil du temps et qui explique les fluctuations des prix, une distinction fondamentale avec les théories de la valeur précédentes. Mais alors que Ricardo considère le travail comme une marchandise ordinaire, Marx juge impropre l'expression « valeur du travail », puisque le travail est à l'origine de toute valeur d'échange. Pour autant, Marx précise que « Le travail n'est pas la source de toute richesse. La nature est tout autant la source des valeurs d'usage (qui sont bien, tout de même, la richesse réelle !) que le travail, qui n'est lui-même que l'expression d'une force naturelle, la force de travail de l'homme ».
Pour Marx, les salaires ne représentent pas la valeur du travail mais la location de la force de travail du salarié (Arbeitskraft). Il propose d'expliquer l'origine du profit de la façon suivante : de la valeur nouvellement créée, le salaire du travailleur ne représente que la part nécessaire à sa propre survie, le reste constituant la plus-value qui est empochée par les capitalistes.
Egalement, selon l'économiste marxiste Isaak Roubine, la théorie de la valeur selon Marx doit être comprise en lien avec le concept de fétichisme de la marchandise : la « théorie du fétichisme est, per se, la base de tout le système économique de Marx, et en particulier de sa théorie de la valeur ».

## Bénéfice
Pour rendre la valeur travail compatible avec un taux de plus-value uniforme parmi les industries, Marx radicalise la division du capital introduite par Adam Smith. Il distingue la part nécessaire au paiement des salaires, le capital variable, du reste, le capital fixe : immobilier (terre, locaux), outils de production (machines), matières premières ou produits intermédiaires… Selon Marx, seul le travail permet une augmentation du capital, d'où le terme variable. Cette décomposition permet de poser les bases d'un concept de valeur-travail compatible avec un taux uniforme des profits. (voir Le problème de transformation chez Marx)
| industrie | capital total | capital fixe | capital variable | taux de plus-value | plus-value | taux de profit | valeur totale |
| --------- | ------------- | ------------ | ---------------- | ------------------ | ---------- | -------------- | ------------- |
|           | C + V         | C            | V                | r                  | S = r V    | p = S/(C+V)    | C+V+S         |
| X         | 1000          | 500          | 500              | 0.6                | 300        | 300 = 30 %     | 1300          |
| y         | 1000          | 750          | 250              | 0.6                | 150        | 150 = 15 %     | 1150          |

## Analyse marxiste de la valeur
Marx critique la théorie classique de David Ricardo et Adam Smith. Il critique l'association de valeur avec la rareté, et l'idée que c'est le temps de travail concret dépensé dans la production qui correspond à la valeur. Sa théorie s'intéresse surtout à la notion de plus-value (marxisme).
Marx critique la théorie classique de la valeur-travail afin de montrer les contradictions dans les raisonnements de ces auteurs libéraux. En ce sens il est parfois considéré comme le dernier des classiques bien qu'il contredise la plupart des conclusions des auteurs de cette école.

### La valeur
L'utilité d'un bien (sa « valeur d'usage ») n'est pas déterminante pour expliquer la valeur d'un bien.
Pour Marx, la comparaison de deux biens en vue d'en échanger certaines quantités (une certaine quantité de farine contre une certaine quantité de fer par exemple) ne peut se faire que par l'intermédiaire d'une troisième variable, la valeur, faisant office d'étalon (cette variable permettra d'établir combien d'unités de fer il faut pour valoir une unité de farine et inversement).
Marx définit aussi la valeur d'échange comme étant la valeur d'un bien, et indique que sa valeur d'usage n'en est que le support. Les valeurs se manifestent à travers les échanges sur le marché, mais la mesure de ces valeurs, exprimée à travers leur prix, est déterminée par la quantité de travail moyen nécessaire à leur production.
Pour qu'il y ait un échange entre les biens, il faut que les utilités des objets soit différentes, et qu'il y ait un moyen de comparer les deux. Ce qu'il y a de commun entre deux objets, c'est le travail qu'il a fallu fournir pour leur production.

« En tant que valeurs toutes les marchandises ne sont que du travail humain cristallisé. »

#### Différence entre le prix et la valeur
Le prix de l'objet est le nom monétaire qui se réalise dans la marchandise, il correspond à la mesure de la valeur (qui elle porte le nom chez Marx de "grandeur de valeur"). Toutefois ce prix peut varier (à la différence de la valeur intrinsèque), selon la monnaie et le marché, c’est-à-dire l'offre et la demande totale en marchandises.
« Il est donc possible qu'il y ait un écart, une différence quantitative entre le prix d'une marchandise et sa grandeur de valeur, et cette possibilité gît dans la forme prix elle-même »
La forme valeur opère dans la sphère de la production alors que la forme prix suit les lois du marché. C'est ainsi qu'une chose qui n'a pas de valeur intrinsèque peut avoir un prix (par exemple un objet ayant une grande valeur symbolique comme une relique). Et que le prix n'a pas d'impact sur la valeur, bien qu'il intègre lui-même le reflet de la valeur.

#### La monnaie et son rapport avec la marchandise et la valeur
Comme le précise l'économiste Tran Hai Hac, puisqu’elle se trouve exclue de la forme relative de la valeur, la monnaie ne possède pas de prix. Et parce qu’elle sert de matière d’expression à la valeur des marchandises, la monnaie n’a pas de valeur à exprimer : ce qui est désigné par « valeur de la monnaie » est en fait la valeur dont la monnaie est la représentation. Ne possédant ni prix, ni valeur, la monnaie n’est pas une marchandise, même « fictive » au sens de Karl Polanyi. On dira que la monnaie est ni une marchandise, ni une « non-marchandise » : elle est l’anti-marchandise ou, comme l’écrit Marx, la « marchandise antithétique », au sens où la monnaie est le contraire de la marchandise, c’est-à-dire à la fois indissociable du monde des marchandises et son pôle opposé. Catégories bipolaires du rapport marchand, la monnaie et la marchandise ne peuvent exister l’une sans l’autre, de sorte qu’il y a contemporanéité logique.

### Le travail abstrait
La grandeur de valeur d’une marchandise est donc définie par le temps de travail moyen socialement nécessaire à sa production. Ce travail va être défini comme étant le "travail abstrait".
Cela ne s'applique selon Marx qu'au travail fourni pour produire des marchandises susceptibles d'être échangées. Ainsi, le travail domestique (cuisiner, nettoyer, peindre un tableau pour décorer son intérieur) a une utilité, mais ne produit pas de marchandises susceptibles d'être échangées et est donc sans valeur. De même, des marchandises produites impossibles à échanger n'ont pas non plus de valeur (par exemple les biens collectifs).
Ce qui fonde donc la valeur selon Marx, c'est la quantité de travail incorporée à la marchandise. Afin de supprimer les individualités, il attribue la valeur aux heures de travail socialement nécessaires dans la société (c'est-à-dire le temps moyen). La valeur de la marchandise est proportionnelle au temps de travail humain.
Le travail concret est le travail produisant de la valeur d'usage.
Le travail abstrait est le travail produisant de la valeur d'échange.

### Le capital
Un équipement, que Marx appelle le capital, transmet indirectement de la valeur aux marchandises. Quand une machine est utilisée pour fabriquer un objet, la valeur transmise doit prendre en considération le temps de travail humain qui fut nécessaire pour fabriquer la machine, qu'on répartira ensuite sur le nombre total d'objets qu'est capable de fabriquer la machine avant d'être détruite. Lorsque les machines sont performantes, ou lorsqu'elles sont faciles à construire, la valeur des objets baisse car elles transmettent moins de travail humain à chaque objet. C'est effectivement le cas pour les métiers fortement automatisés aujourd'hui. La baisse de la valeur intrinsèque se retrouve dans la baisse de la plus-value, c'est ce qui prend chez Marx le nom de baisse tendancielle du taux de profit.
Les échanges (les ventes de marchandises) permettent de faire circuler le capital. Le produit de la vente permet de racheter les matières premières, qui permettent de refabriquer les marchandises. Comme l'échange se fait à une valeur plus élevée que son coût réel, chaque cycle permet d'augmenter le capital total. Plus il y a d'échanges, plus le capital augmente.
La valeur d'échange est la somme du capital constant, du capital variable et de la plus-value.
Le capital constant est le travail mort (travail indirect chez Ricardo) c'est-à-dire le capital ne s'animant que par l'intermédiaire de la force de travail, le capital variable est le travail vivant (travail direct chez Ricardo) c'est-à-dire les salaires. Chez Marx, la plus-value est obtenue uniquement par l'exploitation du travail de l'homme (et non du capital puisque seul l'homme est exploitable).

### Vision des auteurs
Karl Marx, dans le Capital, reprend partiellement et critique en profondeur la théorie ricardienne de la valeur et en déduit les caractères propres du capitalisme :
- Partant d'Aristote, et du fait que la production marchande repose sur la division du travail, Marx montre dans Le Capital, qu'une marchandise est d'abord objet d'utilité, non pour celui qui la produit, mais pour celui qui la désire. Ceci posée la valeur du travail ou, plus exactement, la quantité de travail socialement nécessaire à la production d'une marchandise devient l'étalon de comparaison des valeurs des marchandises entre elles, aucun producteur n'acceptant de se séparer de sa production s'il n'est pas convaincu qu'il verra son travail rétribué à sa "juste valeur", autrement dit, s'il n'a pas le sentiment que son effort est rétribué en fonction du temps et de la peine qu'il lui aura coûté. Un travail qui ne permet pas de subvenir à ses besoins réels, un travail pour lequel on dépense plus d'énergie et de richesse qu'on en (re)constitue n'est ainsi qu'un travail socialement inutile.
- Les travailleurs cèdent leur force de travail pour un temps déterminé, leur salaire correspond alors au "minimum vital" permettant de reconstituer leur force de travail (nourriture, vêtements, logement, mais aussi repos, éducation, culture, ce minimum étant un produit des conditions historiques, sociales et culturelles, plus que le minimum nécessaire pour survivre). Ainsi dans le modèle capitaliste, la force de travail est masquée par une fiction qui en fait une marchandise. Le résultat de cet usage de la force de travail est le « surtravail ». En effet la quantité de travail nécessaire à la reproduction de la force de travail (c’est-à-dire le labeur nécessaire à la création des biens de subsistance, de formation, etc.) est inférieure au labeur imposé par les capitalistes aux travailleurs. La différence entre le travail effectivement accompli et le travail effectivement rémunéré constitue la « plus-value » (origine du profit), résultante de l’exploitation du travailleur par le détenteur du capital, du prolétaire par le bourgeois.
- Si seul le travail est source de la valeur, alors le système capitaliste est condamné. En effet, plus l’histoire économique avance, plus s’accroît le volume du capital au détriment du volume de travail (substitution capital/travail). Cette augmentation de l'intensité capitalistique de la composition organique du capital conduit à la « baisse tendancielle du taux de profit », étant donné que le capitaliste n'est capable d'exploiter que le travailleur (avec la plus-value), et nullement la machine.

Certains marxistes apportent les nuances suivantes :
- L'utilisation de machines dans la production ne change en rien cette analyse objective de la valeur puisqu'une machine ne produit pas de valeur mais transmet simplement la sienne au bien qu’elle produit, la valeur dégagée par une machine est égale à l'usure de celle-ci, car une machine n’est que du travail accumulé (Marx).
- La valeur d'un bien est affectée par l'expression d'un certain type de rapport social de production, déterminé par l'état des forces productives[11].
- La valeur est aussi une propriété émergente du fétichisme de la marchandise qui vient du fait que les hommes s'en remettent à la circulation des choses dans le cadre concurrentiel de l'équivalence généralisée pour établir des liens productifs entre eux. Elle n'aurait donc de sens que dans le cadre d'une économie de marché.

La valeur est l'expression d'un rapport social de production qui se décompose en trois aspects :
- Sa forme (l'échangeabilité qui induit la coordination des producteurs de marchandises sans organisation préalable),
- Sa substance (le travail abstrait qui représente le travail socialement nécessaire pour produire la marchandise).

### Théorie monétaire de la valeur
Certains auteurs remettent en question l'idée que Marx défendrait une théorie de la valeur-travail au sens ricardien.
Les critiques de la conception marxiste traditionnelle, en particulier celles qui sont associés à la Neue Marx-Lektüre (Nouvelle lecture de Marx), comme celle défendue par Michael Heinrich, mettent l'accent sur une théorie monétaire de la valeur, où « l'argent est la forme nécessaire d'apparition de la valeur (et du capital) dans le sens où les prix constituent la seule forme d'apparition de la valeur des marchandises ».
Selon cette analyse, la monnaie est la forme phénoménale nécessaire de la valeur, et Marx a la particularité de défendre cette théorie, notamment dans le début du Capital, par le lien logique et non historique qu'il établit entre les différentes catégories (marchandise, forme-valeur, forme-équivalent, forme-monnaie, etc.). Selon cette approche, lorsque la monnaie entre dans la production dans son mouvement A-M-A’, elle fonctionne en tant que capital mettant en œuvre le rapport capitaliste. L'exploitation de la force de travail constitue ainsi la présupposition réelle de cette incorporation. La théorie monétaire de la valeur est portée en France notamment par la revue A-M-A'.

### La "valeur du travail", une "expression imaginaire" (Marx)
Le processus de valorisation de la valeur repose sur l'appropriation du "travail non payé" : le capitaliste ne paye pas la valeur produite par les travailleurs, mais la valeur de la force de travail. Dans une perception courante pourtant, le salaire semble être la rémunération du travail qui a été fourni; l'exploitation n'apparait pas comme le fonctionnement normal de la production capitaliste. Il semble y avoir exploitation seulement lorsque le salaire serait "trop bas" parce que le salaire a l'air d'exprimer non pas la valeur de la force de travail, mais la valeur du travail. La "valeur du travail" est pour Marx une expression "imaginaire" et "irrationnelle". Le travail - plus précisément, le travail abstrait - est la substance et la mesure immanente de la valeur. Le travail produit de la valeur, mais n'en a lui-même aucune. Si l'on parle de "valeur du travail" et que l'on se demande à quoi correspond en termes de valeur une journée de travail de huit heures, alors on doit répondre : la journée de travail de huit heures a une valeur de huit heures de travail, réponse que Marx qualifie d'inepte. Mais l'expression "valeur du travail" n'est pas seulement absurde selon Marx. Ce dernier constate que les "expressions imaginaires" comme "valeur du travail" ou "valeur de la terre" sont : 
ces expressions imaginaires ont elles-mêmes leur source dans les rapports de production eux-mêmes. Ce sont des catégories correspondant à des formes phénoménales de rapports essentiels.
Si le rapport fondamental est la valeur de la force de travail, ce rapport apparait pourtant dans le salaire comme étant la valeur du travail. De telles formes phénoménales, visibles, "se reproduisent immédiatement et spontanément, comme idées reçues et formes de pensée courantes" tandis que le rapport fondamental "ne peut d'abord être découvert que par la science".
La "valeur du travail" est une représentation inversée qui n'est pas produite par une manipulation consciente, mais qui émerge des relations sociales elles-mêmes. Il s'agit d'une des formes de pensée objective structurant la pensée des individus pris dans ces relations. Du point de vue du travailleur, ce dernier estime qu'il doit réaliser une journée de travail de huit heures pour obtenir un certain salaire. Le salaire apparait comme rémunération de ce travail, et cette impression est d'autant plus renforcée par les modes de calculs que sont les "salaires au temps" (rémunération selon le temps de travail effectif) et le "salaire à la pièce" (rémunération selon le nombre de pièces produites). Dans un cas, il semble que le travail rémunéré est celui dépensé dans une unité de temps, dans l'autre celui dépensé pour la production d'une pièce.

Le capitaliste est aussi convaincu de cela. Il s'agit d'une inversion de la réalité qui se produit "spontanément" et touchant tous les participants (y compris des économistes). En considérant que le salaire est la rémunération de la "valeur du travail", l'ensemble du travail apparait comme du travail payé. Le surtravail, le travail non payé, ne semble donc pas exister. Cette inversion de la réalité a d'importances effets selon Marx : 
C'est sur cette forme phénoménale qui rend invisible le rapport réel et qui en montre même rigoureusement le contraire que repose l'ensemble des représentants juridiques du travailleur aussi bien que du capitaliste, toutes les mystifications du mode de production capitaliste, toutes ses illusions de liberté, toutes les sornettes apologétiques de l'économie vulgaire.
La forme-salaire constitue le fondement de toutes les autres "mystifications" du rapport capitaliste parvenant enfin à la "formule trinitaire" dans le Livre III du Capital.
De la même manière qu'à la base de la conscience spontanée de tous les membres de la société bourgeoise se trouve le fétiche de la marchandise et de la monnaie, les travailleurs et les capitalistes sont victimes de la mystification de la forme-salaire. La classe dominante n'est pas épargnée par les inversions produites par le capitalisme, sa perception des rapports sociaux est ainsi également limitée. La classe dominée et exploitée ne bénéficie par non plus d'une position privilégiée qui lui permettrait de déceler ces inversions. Par ailleurs, sur ce point que Marx décrit, Michael Heinrich ajoute également que le fameux "point de vue de la classe ouvrière" si souvent invoquée dans le marxisme traditionnel ne permet pas particulièrement de les déjouer.

## Exploitation capitaliste et survaleur
Dans la théorie de la valeur de Marx, la plus-value (ou survaleur) a une signification précise : c’est la différence entre la quantité de valeur ajoutée par le travailleur à la marchandise initiale et la valeur de la force de travail nécessaire (le travail lui-même étant « incommensurable » au sens de non-marchandisable puisque le travail, c'est l'individu, un être vivant, pensant, et non une marchandise). 
Dans le mode de production capitaliste, le temps de travail du prolétaire se divise en temps de travail nécessaire et temps de surtravail.
Le travail nécessaire est le travail que le travailleur effectue pour assurer la production et la reproduction de sa propre force de travail, c'est-à-dire le travail qu'il lui faut fournir pour satisfaire ses besoins et se reproduire.
Le surtravail est le travail accompli au-delà du temps de travail nécessaire, donc effectué gratuitement pour le compte du détenteur du capital qui achète la force de travail. Selon la théorie de la valeur, le travail humain est la seule source de nouvelle valeur d’échange, mais il est aussi indispensable pour la conservation et le transfert de la valeur.
Le travail vivant, à un certain niveau de productivité, est capable de créer et transférer plus de valeur qu’il ne lui en faut pour vivre ; c’est la raison pour laquelle l’employeur achète la force de travail, afin d’augmenter la valeur du capital. Le propriétaire des moyens de productions achète la force de travail à une certaine valeur, inférieure à la valeur du travail total effectué. Le surtravail est donc du travail non payé accaparé par le détenteur des moyens de production sous forme de temps de travail et de produit. La fonction du travail productif est seulement, pour le capitaliste, de transférer la valeur du capital constant au produit final, et lui ajouter de la valeur. La plus-value est la valeur du surtravail, c’est-à-dire du travail non payé accompli par le travailleur pour le capitaliste, ce qui est la base de l'accumulation du capital.

### 3 méthodes capitalistes d'exploitations de la force de travail (survaleur)
Dans Le Capital, Marx y expose 3 principales méthodes et moyens d'engendrer de la plus-value (survaleur).

#### La plus-value absolue
« J'appelle survaleur absolue la survaleur produite par allongement de la journée de travail ; et survaleur relative la survaleur issue du raccourcissement du temps de travail nécessaire et d'un changement corrélatif dans le rapport quantitatif des deux composantes de la journée de travail. »

— Karl Marx, Le Capital, livre I, chap. X : « Le Concept de survaleur relative » (trad. de la 4e édition allemande sous la responsabilité de J.-P. Lefebvre)
Le surtravail est la différence entre le temps de travail effectué et le temps de travail nécessaire à la reproduction de la force de travail. Il existe donc deux manières d'augmenter le surtravail et par là, la plus-value.
D'une part, on peut augmenter le temps de travail effectué. On parle alors de plus-value absolue car elle passe par une extension de la grandeur absolue du temps de travail. Elle est décrite par Marx dans la troisième section du livre I du Capital. La méthode la plus classique dans la première moitié du XIXe siècle est le prolongement de la journée de travail. La durée du travail nécessaire reste la même, seule la durée de surtravail augmente.

#### La plus-value relative
D'autre part, on peut diminuer le temps de travail nécessaire à la reproduction de la force de travail. On parle alors de plus-value relative car la durée de travail ne change pas, c'est le rapport entre-temps de travail nécessaire et temps de surtravail qui change. Elle est décrite par Marx dans la quatrième section du livre I du Capital. La maximisation de la plus-value relative consiste à diminuer le temps de travail nécessaire à la production des moyens de subsistance des travailleurs, et donc à augmenter la productivité du travail dans les branches qui produisent les moyens de subsistance des travailleurs. La maximisation de la plus-value relative demande donc de modifier le procès de travail :

« Alors que dans le cas de la production de survaleur sous la forme considérée jusqu'à présent [survaleur absolue], le mode de production était supposé donné, il n'est nullement suffisant, pour la production de survaleur par transformation de travail nécessaire en surtravail [survaleur relative], que le capital s'empare simplement du procès de travail dans la configuration qu'en lègue l'histoire, ou qu'il a hic et nunc, et se contente d'allonger sa durée. Il faut qu'il bouleverse les conditions techniques et sociales du procès de travail, donc le mode de production proprement dit, afin d'augmenter la force productive du travail, de faire baisser la valeur de la force de travail par cette augmentation de la force productive du travail et de raccourcir ainsi la part de la journée de travail nécessaire à la reproduction de cette valeur. »

— Karl Marx, Le Capital, livre I, chap. X : « Le Concept de survaleur relative » (trad. de la 4e édition allemande sous la responsabilité de J.-P. Lefebvre)

#### La plus-value extra
Avec la plus-value absolue et la plus-value relative, s'ajoute également un troisième genre de plus-value : "la plus-value extra" (ou "différentielle", ou "survaleur supplémentaire"). La plus-value extra est obtenue dès lors qu'un capitaliste effectue, via des innovations, des gains de productivité lui permettant de produire les mêmes biens mais en moins de temps que ses autres concurrents. Les capitalistes baissent la valeur individuelle des marchandises produites dans leurs entreprises, par rapport à la valeur sociale (de l'ensemble de la société) vis-à-vis de ces mêmes marchandises. Cependant, cette forme d'extraction de plus-value (survaleur) ne peut qu'être temporaire, puisque les autres capitalistes, un jour ou l'autre, vont introduire des techniques nouvelles pour aussi améliorer leurs gains et leur profits. Si un capitaliste n'a donc pas un capital suffisant, son entreprise risque de s'écrouler à cause de la compétition économique.

La plus-value extra, en disparaissant dans une entreprise, pourra apparaitre dans une autre où sont ajoutées des nouvelles machines encore plus améliorées, et ainsi de suite.
« Le capitaliste qui emploie le mode de production perfectionné s'approprie par conséquent sous forme de surtravail une plus grande partie de la journée de l'ouvrier que ses concurrents. Il fait pour son compte particulier ce que le capital fait en grand et en général dans la production de la plus-value relative. Mais d'autre part, cette plus-value extra disparaît dès que le nouveau mode de production se généralise et qu'en même temps s'évanouit la différence entre la valeur individuelle et la valeur sociale des marchandises produites à meilleur marché. »
-Karl Marx, Le Capital, Livre 1, Section IV.
Ainsi, un capitaliste individuellement sait le profit qu’il peut prendre via les innovations techniques. Selon Marx, le capitalisme est donc un système incitant à bouleverser en permanence les techniques de production. De plus, le capitalisme ne se définit donc pas simplement par la lutte des classes, mais se définit également par la lutte intensive des capitalistes entre eux.

## Critique de la "valeur" et de la théorie de la valeur par Marx, Engels et les marxistes/marxiens
Différents extraits et écrits de Marx et Engels nous rappellent que ces derniers n'hésitaient pas à critiquer la théorie de la valeur (et la valeur d'échange) elle-même et à montrer ses contradictions. Le but n'est pas de maintenir ou de garder la théorie de la valeur comme vérité universelle et intemporelle, mais de montrer qu'elle n'est qu'uniquement utile ici que pour décrire le capitalisme. Sous le socialisme (et le communisme), la "valeur" et la "théorie de la valeur" seraient désormais inutiles (car la valeur symbolise et représente l'exploitation capitaliste économiquement et socialement).
En fait, il n'existe pas en soi une « théorie de la valeur marxiste » (et encore moins une « théorie de la valeur-travail » chez Marx), mais plutôt une « critique marxiste de la valeur ». D'ailleurs, n'oublions pas que le titre complet de Das Kapital est Critique de l'économie politique. Cette catégorie, ce concept économique critiquable qu'est la "valeur" n'est donc pas une loi éternelle et est historiquement dépassable selon Marx et Engels.
Pour mieux éclairer ce propos, nous devons revenir aux textes et réflexions sur l'économie, la valeur et le socialisme selon Marx et Engels :
Tout d'abord, rappelons ce que reproche Marx à la plupart des économistes dans Misère de la philosophie, dans le fait que ces derniers auraient tendance à universaliser leurs idées économiques :

« Les économistes ont une singulière manière de procéder. Il n'y a pour eux que deux sortes d'institutions, celles de l'art et celles de la nature. Les institutions de la féodalité sont des institutions artificielles, celles de la bourgeoisie sont des institutions naturelles. Ils ressemblent en ceci aux théologiens, qui, eux aussi, établissent deux sortes de religions. Toute religion qui n'est pas la leur est une invention des hommes, tandis que leur propre religion est une émanation de Dieu. En disant que les rapports actuels - les rapports de la production bourgeoise - sont naturels, les économistes font entendre que ce sont là des rapports dans lesquels se crée la richesse et se développent les forces productives conformément aux lois de la nature. Donc ces rapports sont eux-mêmes des lois naturelles indépendantes de l'influence du temps. Ce sont des lois éternelles qui doivent toujours régir la société. Ainsi il y a eu de l'histoire, mais il n'y en a plus. Il y a eu de l'histoire, puisqu'il y a eu des institutions de féodalité, et que dans ces institutions de féodalité on trouve des rapports de production tout à fait différents de ceux de la société bourgeoise, que les économistes veulent faire passer pour naturels et partant éternels. »

Ensuite, d'une façon plus virulente cette fois-ci spécifiquement vis-à-vis de la valeur, voici deux extraits provenant de l'Anti-Dühring de Engels (ce dernier explique notamment l'incompatibilité de la valeur sous le socialisme) :

« Donc, dans les conditions supposées plus haut, la société [socialiste] n'attribue pas non plus de valeurs aux produits. Elle n'exprimera pas le fait simple que les cent mètres carrés de tissu ont demandé pour leur production, disons mille heures de travail, sous cette forme louche et absurde qu'ils vaudraient mille heures de travail. Certes, la société sera obligée de savoir même alors combien de travail il faut pour produire chaque objet d'usage. Elle aura à dresser le plan de production d'après les moyens de production, dont font tout spécialement partie les forces de travail. Ce sont, en fin de compte, les effets utiles des divers objets d'usage, pesés entre eux et par rapport aux quantités de travail nécessaires à leur production, qui détermineront le plan. Les gens régleront tout très simplement sans intervention de la fameuse “valeur” […] C'est pourquoi la forme de valeur des produits contient déjà en germe toute la forme capitaliste de production, l'antagonisme entre capitaliste et salarié, l'armée industrielle de réserve, les crises. Par conséquent, vouloir abolir la forme de production capitaliste en instaurant la “vraie valeur”, c'est vouloir abolir le catholicisme en instaurant le “vrai” pape, ou instaurer une société dans laquelle les producteurs dominent enfin un jour leur produit, par la mise en œuvre conséquente d'une catégorie économique qui est l'expression la plus ample de l'asservissement du producteur à son propre produit. »

« Cependant, considérons d'un peu plus près la doctrine de l'équivalence. Tout temps de travail est parfaitement équivalent, celui du manœuvre et celui de l'architecte. Donc, le temps de travail et par suite, le travail lui-même, a une valeur. Mais le travail est le producteur de toutes les valeurs. C'est lui seul qui donne aux produits naturels existants une valeur au sens économique. La valeur elle-même n'est rien d'autre que l'expression du travail humain socialement nécessaire objectivé dans une chose. Le travail ne peut donc pas avoir de valeur. Parler d'une valeur du travail et vouloir la déterminer, n'a pas plus de sens que de parler de la valeur de la valeur ou vouloir déterminer le poids non pas d'un corps pesant, mais de la pesanteur elle-même. M. Dühring expédie des gens comme Owen, Saint-Simon et Fourier, en les qualifiant d'alchimistes sociaux. En ruminant sur la valeur du temps de travail, c'est-à-dire du travail, il démontre qu'il est encore bien au-dessous des alchimistes réels. Que l'on mesure maintenant la hardiesse avec laquelle M. Dühring fait affirmer à Marx que le temps de travail d'un homme donné aurait en soi plus de valeur que celui d'une autre personne, comme si le temps de travail, donc le travail, avait une valeur. Faire dire cela à Marx qui a exposé le premier que le travail ne peut avoir de valeur et, le premier, en a donné la raison ! Pour le socialisme, qui veut émanciper la force de travail humaine de sa position de marchandise, il est d'une haute importance de comprendre que le travail n'a pas de valeur et ne peut en avoir. »

Marx, dès les Manuscrits de 1844, commence à critiquer la valeur marchande :

« Nous avons donc maintenant à comprendre l'enchaînement essentiel qui lie la propriété privée, la soif de richesses, la séparation du travail, du capital et de la propriété, celle de l'échange et de la concurrence, de la valeur et de la dépréciation de l'homme, du monopole et de la concurrence, etc., bref le lien de toute cette aliénation avec le système de l'argent. […] L'ouvrier devient d'autant plus pauvre qu'il produit plus de richesse, que sa production croît en puissance et en volume. L'ouvrier devient une marchandise d'autant plus vile qu'il crée plus de marchandises. La dépréciation du monde des hommes augmente en raison directe de la mise en valeur du monde des choses. Le travail ne produit pas que des marchandises ; il se produit lui-même et produit l'ouvrier en tant que marchandise, et cela dans la mesure où il produit des marchandises en général. »

Ici, une autre citation de Marx dans son ouvrage Misère de la philosophie :

« Ainsi, la valeur relative, mesurée par le temps du travail, est fatalement la formule de l'esclavage moderne de l'ouvrier, au lieu d'être, comme M. Proudhon le veut, la "théorie révolutionnaire" de l'émancipation du prolétariat.
Voyons maintenant en combien de cas l'application du temps du travail comme mesure de la valeur est incompatible avec l'antagonisme existant des classes et l'inégale rétribution du produit entre le travailleur immédiat et le possesseur du travail accumulé. »

Également, une autre citation provenant du Manifeste du parti communiste de Marx et Engels :

« La bourgeoisie a joué dans l'histoire un rôle éminemment révolutionnaire. Partout où elle a conquis le pouvoir, elle a foulé aux pieds les relations féodales, patriarcales et idylliques. Tous les liens complexes et variés qui unissent l'homme féodal à ses "supérieurs naturels", elle les a brisés sans pitié pour ne laisser subsister d'autre lien, entre l'homme et l'homme, que le froid intérêt, les dures exigences du "paiement au comptant". Elle a noyé les frissons sacrés de l'extase religieuse, de l'enthousiasme chevaleresque, de la sentimentalité petite-bourgeoise dans les eaux glacées du calcul égoïste. Elle a fait de la dignité personnelle une simple valeur d'échange ; elle a substitué aux nombreuses libertés, si chèrement conquises, l'unique et impitoyable liberté du commerce. En un mot, à la place de l'exploitation que masquaient les illusions religieuses et politiques, elle a mis une exploitation ouverte, éhontée, directe, brutale. »

Et enfin, une citation provenant de la Critique du Programme de Gotha de 1875 :

« À l'intérieur de la société coopérative, fondée sur la propriété commune des moyens de production [communisme], les producteurs n'échangent pas leurs produits; le travail nécessaire n'apparaît pas davantage comme valeur de ces produits et ce n'est pas, non plus, une particularité de ces mêmes produits. »

D'autres courants marxiens contemporains critiquent également la valeur et la théorie de la valeur-travail de certains marxistes par exemple le courant de la Wertkritik (qui s'attaquent également au fétichisme de la marchandise et au travail) avec des noms comme Anselm Jappe et Robert Kurz.
Voici des extraits provenant d'un article d'un des représentants de la Wertkritik, Norbert Trenkle :

« Bien que Marx n’ait pas éclairé suffisamment le rapport entre le travail comme tel et le travail abstrait, il ne laisse planer aucun doute sur la folie absolue d’une société dans laquelle l’activité humaine, comme processus vivant, se coagule en une forme réifiée et s’érige en puissance sociale dominante. Marx ironise à propos de l’idée courante selon laquelle ce fait serait naturel, en rétorquant aux pontes de l’économie politique, qui ont une approche positiviste face à la théorie de la valeur : « Aucun chimiste n’a encore jamais trouvé de valeur d’échange dans une perle ou dans un diamant. » (Le Capital, PUF, p. 95) Quand Marx démontre alors que le travail abstrait forme la substance de la valeur et que donc la quantité de valeur est définie par le temps de travail moyennement dépensé, il ne reprend pas du tout le point de vue physiologique ou naturaliste des économistes classiques, comme le prétend Michael Heinrich, à côté de moi aujourd’hui, dans son livre « La science de la valeur ». Comme la meilleure partie de la pensée bourgeoise depuis les Lumières, les économistes classiques comprennent les rapports (sociaux) bourgeois jusqu’à un certain point, mais seulement pour les renvoyer aussitôt à « l’ordre naturel ». Marx critique cette idéologisation des rapports dominants en la décryptant comme reflet fétichiste d’une réalité fétichiste. Il démontre que la valeur et le travail abstrait ne sont pas de pures représentations que les humains pourraient simplement effacer de leur esprit. Le système de travail et de production moderne de marchandises forge le cadre de leurs pensées et activités. Dans celui-ci, toujours présupposé, leurs produits se tiennent réellement face à eux comme une manifestation réifiée de temps de travail abstrait, comme une force de la nature. Les rapports sociaux sont devenus pour les bourgeois leur « deuxième nature », selon la formule pertinente de Marx. C’est cela le caractère fétichiste de la valeur, de la marchandise et du travail. »

« Certainement, la théorie de la crise basée sur la critique de la valeur peut se tromper sur certains diagnostics et elle ne peut pas non plus anticiper tous les déroulements du processus de crise, bien qu’elle puisse tout à fait se révéler appropriée dans des analyses de détails. En tout cas, elle peut prouver théoriquement et empiriquement qu’il n’y aura plus d’expansion prolongée d’accumulation et que le capitalisme est entré irréversiblement dans une époque de déclin et de décomposition barbarisés. Cette preuve s’accompagne obligatoirement d’une critique sans pitié du travail, de la marchandise, de la valeur et de l’argent. Elle n’a d’autre but que le dépassement de ces abstractions réelles, fétichistes, et comme son domaine d’application doit être dépassé, la théorie de la valeur doit se dépasser elle-même. »

Et, ci-dessous, spécifiquement au sujet de certains marxistes (ces derniers mettant en avant positivement la valeur-travail) :

« Ce marxisme-là [variante grossière et positiviste de la théorie de la valeur-travail] se référait toujours dans un sens doublement positif à la catégorie de la valeur. Premièrement, comme je l’ai déjà évoqué, il considérait vraiment la valeur comme un fait naturel ou anthropologique. Il lui semblait tout à fait normal que le travail ou le temps de travail écoulé puisse littéralement être stocké comme chose dans les produits. Il fallait au moins pouvoir donner la preuve arithmétique qu’un prix différent pouvait résulter de la valeur d’une marchandise. Deuxièmement, il était donc logique pour eux d’essayer de régler la production sociale à l’aide de ces catégories conçues positivement. Leur critique principale adressée au capitalisme était que le marché cache la « vraie valeur » des produits et l’empêche de se faire valoir. Dans le socialisme à l’inverse, selon une sentence célèbre d’Engels, il serait facile de calculer exactement combien d’heures de travail sont « contenues » dans une tonne de blé ou d’acier.
Ceci était le noyau programmatique, voué à l’échec, de l’ensemble du socialisme réel ainsi que, d’une manière diluée, celui de la social-démocratie. »

Un débat entre Anselm Jappe et Bernard Friot a eu lieu en 2012 au Festival des Libertés à Bruxelles sur un thème ayant pour titre : "Après l'économie de marché ?". Cet échange montre ainsi deux visions différentes du marxisme vis-à-vis du travail et de la valeur. Bernard Friot est un penseur en faveur de la valeur-travail (au sens où les travailleurs devrait s'approprier ce concept qui serait universel) et de la mise en place d'un salaire à vie, tandis qu'à l'inverse Anselm Jappe (représentant de la Critique de la valeur (Wertkritik)) est fortement critique vis-à-vis des catégories de bases qui fondent le capitalisme, c'est-à-dire (des catégories historiquement déterminées) selon la Critique de la valeur comme le travail, la valeur, l'argent et la marchandise. Anselm Jappe est ainsi pour l'abolition du salariat contrairement à Bernard Friot.